# Sicista strandi
Sicista strandi es una especie de roedor de la familia Dipodidae.

## Distribución geográfica
Es  endémica de Rusia.